# 綦姓
綦姓是一個罕見的中文姓氏，此姓氏在中國分布較廣，人數約五萬多人。大多集中在山東省，包括高密市及平度市萬家鎮等地有名為綦家村的聚落。至於在台灣的人數，2018年的統計，僅193人。

## 來源
山西省社会科学院家谱研究中心专家解释：鲜卑族綦连氏後改為綦姓。

## 名人
- 綦崇禮：宋朝官員。
- 綦振瀛：國立中央大學電機工程學系教授，IEEE Fellow。
- 綦孟柔：野灣野生動物保育協會創辦人。

## 外部連結
[在维基数据编辑]
 《欽定古今圖書集成·明倫彙編·氏族典·綦姓部》，出自陈梦雷《古今圖書集成》